# Римский музей (Ньон)
Римский музей (фр. Musée Romain) — археологический музей в городе Ньон (Швейцария), посвящённый археологической культуре Римской империи.

## Экспозиция
Экспозиция музея содержит археологические находки римской эпохи в окрестностях Ньона, соответствующие диарамы и экспонаты, иллюстрирующие жизнь тех времён.

## Галерея
- Статуя Юлия Цезаря рядом с Римским музеем
- Одна из экспозиций Римского музея
- Римская лампада, представленная в музее
- Амфоры